# Drapeau du royaume de France
Le drapeau du royaume de France a été un des symboles de la France sous la Monarchie.

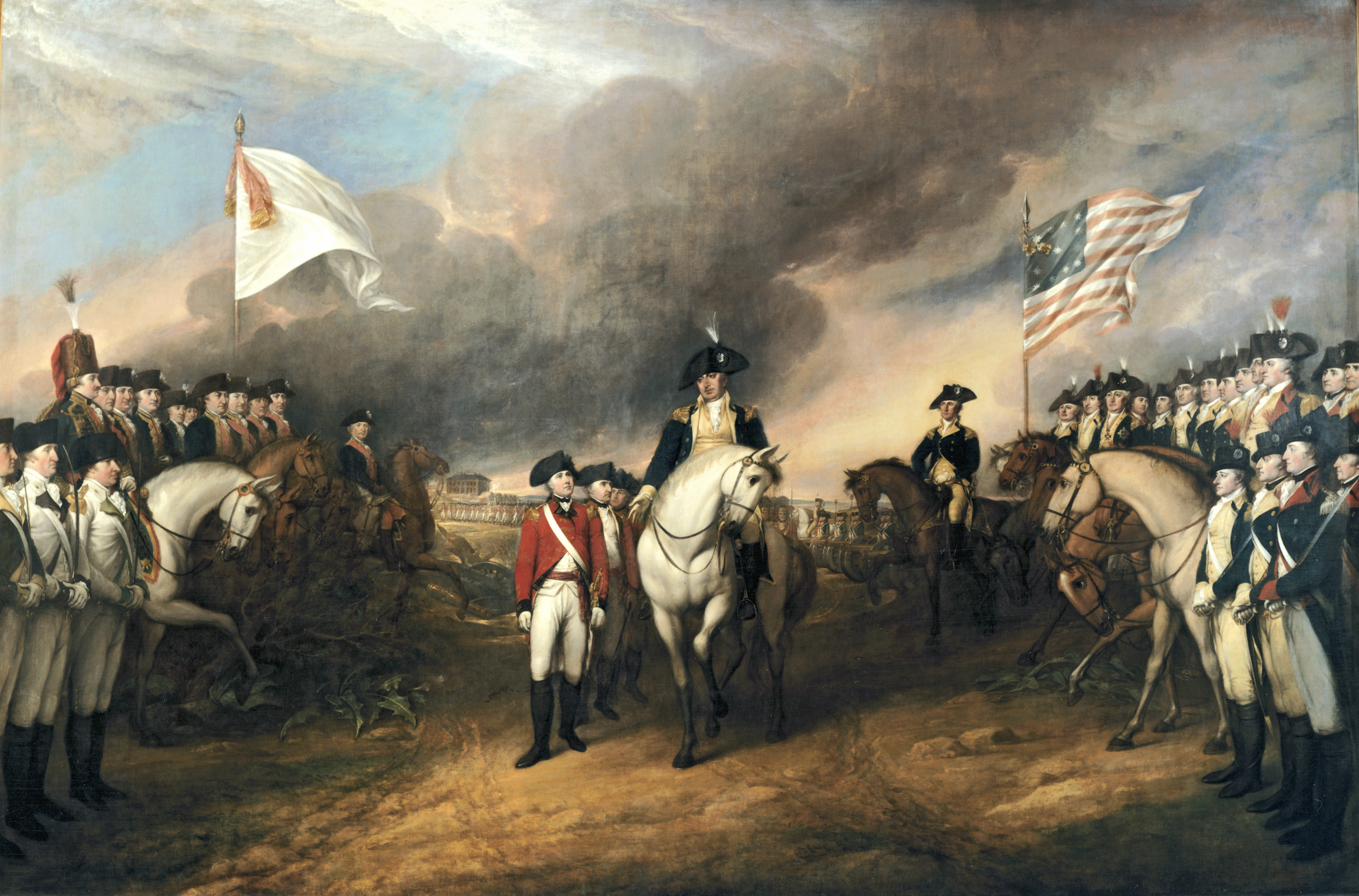
Cornwallis se rend à Rochambeau entre les troupes françaises arborant un drapeau blanc et américaines, à la bataille de Yorktown en 1781.

Il n'y avait pas avant la Révolution française de drapeau remplissant en droit et en fait toutes les fonctions du drapeau tricolore, en particulier de représenter à la place du roi la personnalité morale du pays ou de l'État dans son entier. Il n'y avait pas de drapeau sur les bâtiments publics, mais les armoiries de la puissance de tutelle : royale, ducale, comtale, épiscopale, etc. selon le cas. Toutefois, la bannière étant la forme portative des armoiries dont elle reprend les couleurs et les signes, de nombreux drapeaux étaient utilisés dans l'armée et la marine à la place du blason, soit pour symboliser la personnalité morale des régiments ou des navires, soit pour indiquer l'autorité qui les commande. Il en allait de même des livrées et des uniformes.
Néanmoins, le blanc, considéré comme la couleur royale et française par excellence eut un rôle symbolique de plus en plus important à partir de la guerre de Cent Ans, et une cornette blanche finit par être considérée officieusement comme symbole du roi et de l'État,.
Le drapeau tricolore, adopté sous la Révolution et l'Empire, fut abandonné sous la Restauration et remplacé par un drapeau blanc, portant le plus souvent des armoiries. Il fut lui-même aboli en 1830, et le drapeau tricolore fut repris.

## Les drapeaux royaux avant la Révolution

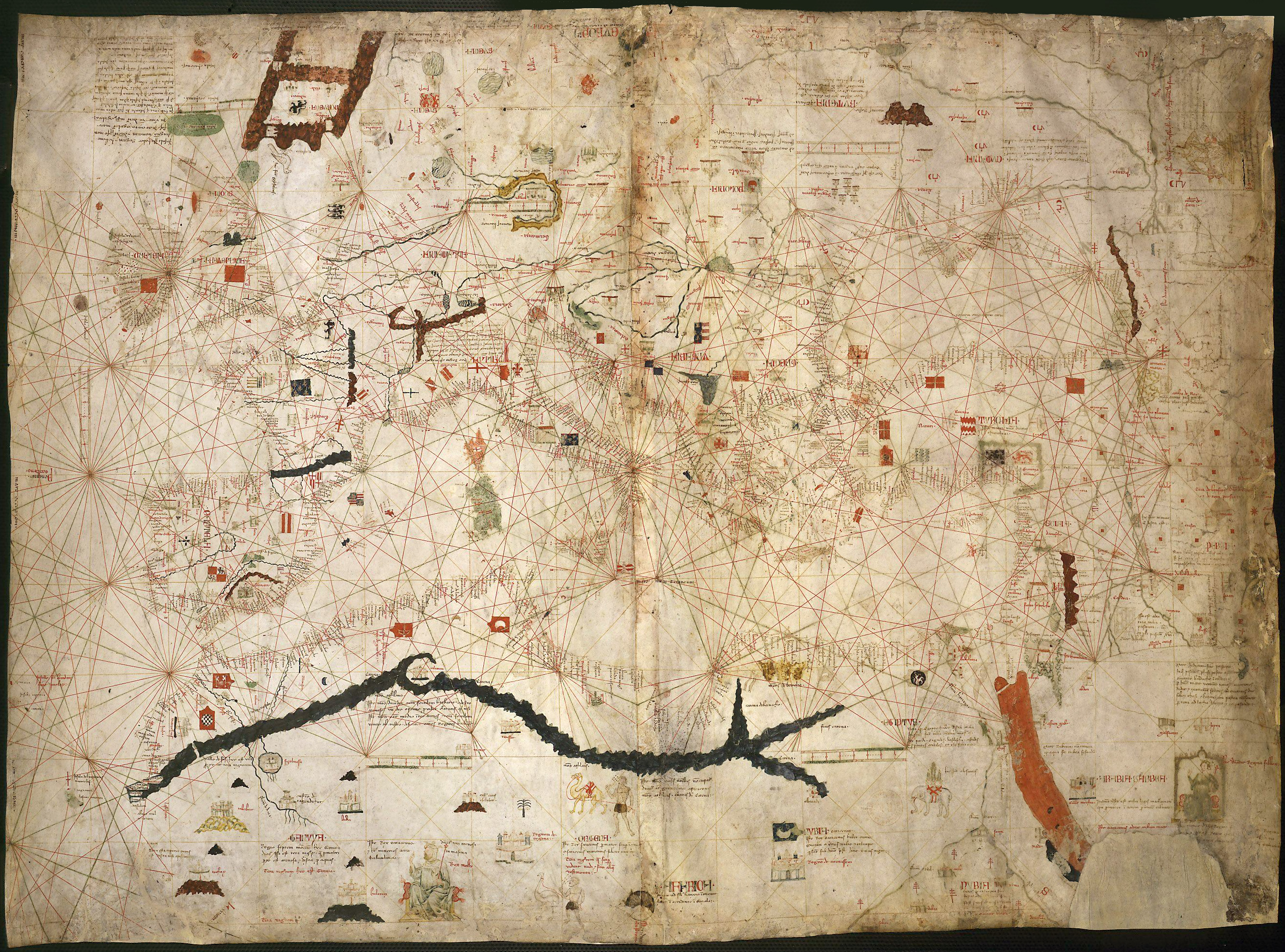
Carte du majorquain Angelino Dulcert.

« Drapeau » est un terme du XVIe siècle qui sous l'Ancien Régime était réservé aux emblèmes de l'infanterie française et étrangère au service du roi. Avant la Révolution, la France se caractérisait par l'existence de plusieurs drapeaux et pavillons.

Le drapeau d'azur à fleurs de lys d'or représentait traditionnellement la France.
La carte du majorquain Angelino Dulcert représenta ainsi en 1339 le royaume de France par une bannière presque carrée d'azur fleurdelisée d'or, de même que l'Atlas catalan de Charles V. Ces étendards aux armes de France furent utilisés dans l'armée royale et ils flotteront sur les galères et vaisseaux normaux du roi. De même, l'oriflamme de Saint-Denis était un symbole vexillologique de la royauté française.
Peu à peu, le blanc prit une importance croissante dans la symbolique royale et nationale et cela eut un impact dans le domaine vexillologique.

### L'apparition du blanc à la fin du Moyen Âge
Au XIVe siècle, deux peintures montrent des étendards blancs au sommet du mât d'un navire royal et d'un château où est réfugiée la famille royale.
Lors de la bataille du Mons-en-Pévèle, le 18 août 1304, les Français, à la demande de Philippe IV, prirent l'écharpe blanche,.
La croix blanche devint un emblème vexillologique français au début de la guerre de Cent Ans mais on ne sait si la décision vint du roi ou de son administration. Sa première apparition daterait de 1355 quand Jean d'Armagnac demanda aux habitants de la ville et viguerie de porter une croix blanche pour marcher contre le prince de Galles, fils d'Édouard III. Il se pourrait que la croix blanche soit plus ancienne puisque Bertrand Du Guesclin ayant tué un chevalier anglais prit son équipement mais y enleva une croix blanche à la place de la croix rouge des Anglais. Selon Georges Minois, si l'épisode est véridique, il dut avoir lieu en 1347 ou 1348.
Sous Charles VI, l'écurie royale fit fabriquer trois grands étendards, un bleu, un blanc, un rouge. Le blanc était orné d'un grand soleil d'or environné de plus petits soleils d'or et accompagné de 1 500 pennons blancs décorés de part et d'autre d'un soleil d'or pour les gens d'armes de la bataille du roi. L'inventaire de la grande écurie de Charles VI mentionne des pennons blancs semés d'écus de France et de papegaux de velours blanc semé d'écussons de France.
La croix blanche symbole des Français face à la croix et au sautoir rouges des Anglais et des Bourguignons sera magnifiée dans la Ballade du sacre de Reims, chantant la gloire de Charles VII en 1429 : « Vive la croix gente, blanche et hautaine/Du beau jardin des nobles fleurs de lis. » L'étendard blanc de Jeanne d'Arc, bien que relatif à Jésus et ne portant pas les armes de France, contribua à la sacralisation du blanc dans le royaume de France.
Le blanc prit une dimension patriotique de plus en plus affirmée à la fin de la guerre de Cent Ans comme en témoignent certaines apparitions. Philippe Contamine rapporte que le 25 juin 1429, un cavalier arborant une grande écharpe blanche fut vu à Talmont, ce qui fut perçu comme un signe et suscita une grande crainte chez les Bretons, alliés d'Henri VI d'Angleterre. De même, Dunois, cité par Colette Beaune, rapporte qu'une croix blanche apparut dans le ciel de Bayonne, au matin du 20 août 1451, alors que cette ville tenue par les Anglais était sur le point de se rendre aux troupes de Charles VII.

### Le blanc pendant la Renaissance
Lors des guerres d'Italie, le blanc fut à nouveau identifié au roi et au royaume de France. Charles VIII descendit en Italie avec des étendards de soie blanche chargés de l'écu de France. Entrant dans Rome, pour protéger les Juifs, il leur ordonna de porter une croix blanche. Quand Charles VIII et Louis XII entrèrent dans des villes italiennes, les populations les accueillent en criant « France » et en portant des habits blancs. En France, la lecture des entrées royales, comme en Italie, signale que l'équipement du roi fut marqué de la couleur blanche.
Une cornette royale fut portée lors de la bataille de Fornoue, le 6 juillet 1495, par Charles du Mesnil-Simon, valet tranchant Louis XI et Charles VIII. Or, on sait par Commynes que cette cornette était blanche. On sait aussi que le valet tranchant portait le pennon de France, de velours violet semés de fleurs de lis d'or, ce qui laisse penser que la cornette blanche s'y était substituée dès avant 1495. Le père Anselme affirme lui que la cornette blanche apparut lors de la bataille de Pavie en 1525.
Cette identification du blanc et de la France transparaît, par exemple, dans un texte qu'un auteur du début de la seconde moitié du XVIe siècle adresse à Henri II et qui, placé sous la statue équestre qu'on pensait être celle de Philippe VI dans Notre-Dame-de-Paris, exaltait la blancheur immaculée des étendards gaulois,,.
Pendant les guerres de Religion, les protestants portèrent l'écharpe blanche en symbole de la pureté de leur foi, et les catholiques portaient l'écharpe rouge des Espagnols. Henri III reprit l'écharpe blanche pour remercier les troupes de Henri de Navarre, alors protestant, de l'avoir sauvé le 8 mai 1589,.
Par la suite, Henri IV imposera le blanc par de multiples décisions : une ordonnance du 18 juillet 1590 enjoint aux fidèles du roi de porter l'écharpe blanche, et une autre du 1er juin 1594 interdit de se rendre au camp du roi sans la croix blanche cousue ou l'écharpe blanche. Auparavant, le même Henri IV à cheval n'aurait-il d'ailleurs pas lancé à ses troupes, lors de la bataille d'Ivry (dans les actuelles Eure et Normandie), du 14 mars 1590, une harangue comme le fameux : "Ralliez-vous à mon panache blanc !" ?! Et n'y fait-on pas référence, lorsque l'on "ressort" la célèbre plaisante fausse devinette : "De quelle couleur était le cheval blanc d'Henri IV ?" ?...

### Les drapeaux de l'infanterie française
Le terme drapeau apparaît en France au XVIe siècle, en 1578, pour les enseignes des gens à pied. Il vient d'Italie.
Les compagnies de gens à pied créées par Charles VII et Louis XI furent d'abord appelées bandes puis régiments en 1569. Ils furent dotés de drapeaux, qui pour la plupart portaient la croix blanche. Cependant, une grande diversité de couleurs les caractérisait, et à la suite de la bataille de Fleurus le 1er juillet 1690. qui avait vu l'artillerie française tirer sur des régiments français, il fut décidé de donner à tous les drapeaux, étendards et guidons une écharpe blanche attachée au sommet de la hampe, sous le fer de pique.
Une particularité de l'infanterie française était que chaque régiment portait deux drapeaux : le drapeau colonel, blanc à croix blanche, le drapeau d'ordonnance, de couleurs variables à croix blanche,. La croix blanche demeurera sur les drapeaux de l'infanterie jusqu'en 1794 et les écharpes ou cravates blanches devinrent tricolores dès 1790.
Sous Louis XIII, apparut la cocarde blanche. qui cohabita néanmoins avec la cocarde noire propres à certaines unités de l'armée.

### Les pavillons de la marine française

Pavillon de la marine française au XVIe siècle

Drapeau de la marine marchande du XVIe siècle

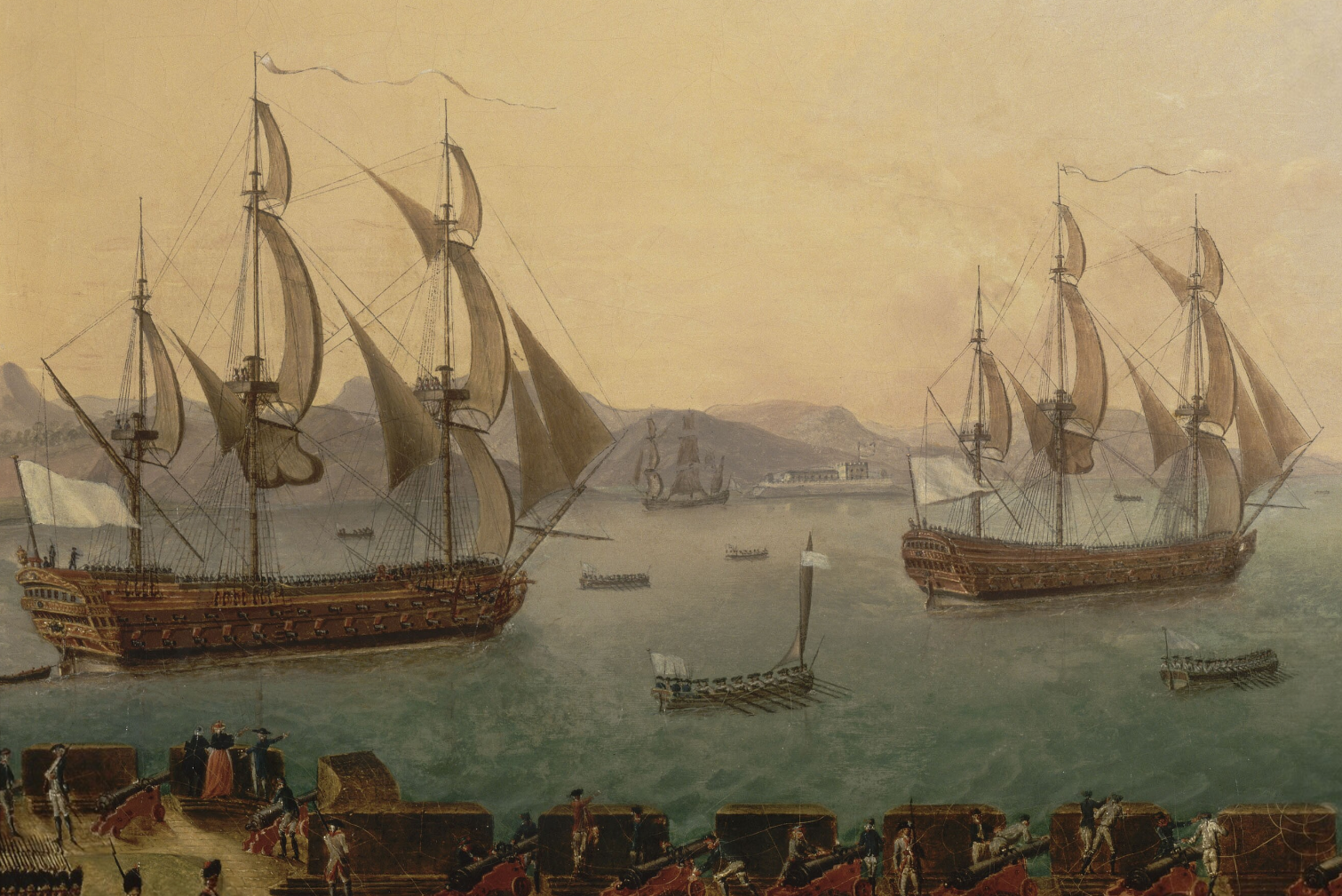
Vaisseau de guerre français arborant le pavillon blanc royal en 1779.

Si des pavillons d'azur à fleur de lis d'or furent utilisées jusqu'à la fin de l'Ancien Régime, les vaisseaux français portèrent dès le XVe siècle des étendards rouges à croix blanche. Puis au XVIe siècle, les pavillons bleus à croix blanche se généralisèrent pour la marine marchande. Ainsi, ce pavillon bleu à croix blanche se voit au sommet du mât d'un vaisseau qui figure en un tableau du monastère des ursulines de Québec en 1650. François Ier et Henri III légiférèrent pour imposer ce pavillon bleu à croix blanche.
Cependant, à la suite de l'abolition de la charge d’amiral de France par un édit de janvier 1627 de Louis XIII, les vaisseaux de guerre adaptèrent la cornette blanche pour en faire le pavillon blanc qui devint celui de la marine de guerre. Louis XIV, par son ordonnance du 9 octobre 1661, impose aux vaisseaux de guerre de porter le pavillon blanc orné des armes de France ; quant aux navires marchands, ils devaient porter le pavillon bleu à croix blanche.
Puis, par une décision du 25 mars 1765, le pavillon blanc fut généralisé à la marine marchande, rendant le blanc unique représentant de la nation française sur les flots. Le roi Charles III d'Espagne fit abandonner le pavillon blanc aux armes d'Espagne et par décret du 28 mai 1785 ordonna le pavillon rouge et jaune à l'origine du drapeau espagnol.
Le pavillon blanc fut célébré par Jean de La Varende : « L'extraordinaire pavillon, le pavillon immaculé, le premier des pavillons du monde et le plus auguste, celui qui n'avait eu besoins d'aucun décor, d'aucun insigne héraldique : le pavillon blanc ! »

### Usage du drapeau blanc à terre

Drapeau du Royaume de France, conçu à la fin du XIXe siècle.

S'il y avait des drapeaux pour l'armée, il n'y avait pas de drapeau officiel sur les édifices publics pour marquer la présence du roi ou le siège d'une autorité, mais la présence d'étendards blanc était signalée lors de festivité.
Cependant, le drapeau blanc a parfois été utilisé à des fins festives aux XVIIe et XVIIIe siècles. Ainsi, le palais de la Félicité, construit pour le carrousel parisien d'avril 1612, était orné de sept longs étendards blancs à deux queues, comme le montre une peinture anonyme du musée Carnavalet. Lors des fêtes parisiennes relatives au mariage de Madame Élisabeth, fille de Louis XV, avec l'infant Philippe, futur duc de Parme, ont comporté un spectacle sur la Seine, où une colonne était surmontée d'un pavillon blanc.
À la fin de l'Ancien Régime, les ports sont les seuls endroits, où pour marquer l'entrée dans le royaume, on peut voir à terre le pavillon blanc. Par ailleurs, le 3 mars 1781, Louis XVI signa une ordonnance relative aux consulats, le commerce et la navigation de ses sujets officialisant la présence du pavillon blanc à terre pour marquer la juridiction du roi exercée sur une terre étrangère,. Les marchands suivirent et placèrent le pavillon intégralement blanc dans leurs entrepôts.

## Le drapeau blanc sous la Restauration

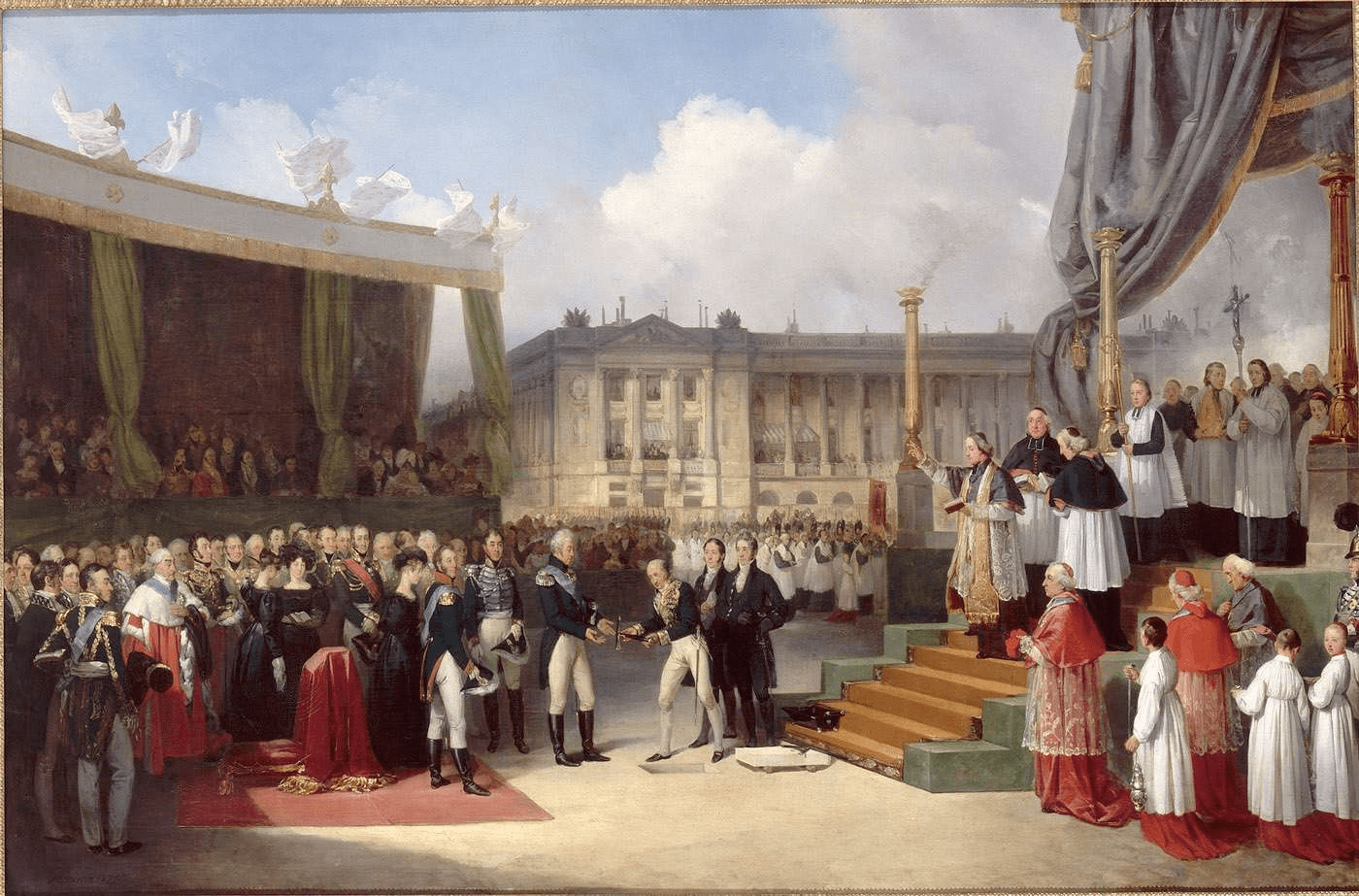
La bénédiction et la pose de la première pierre du monument de Louis XVI par Charles X par Joseph Beaume (1827). Au-dessus du baldaquin à gauche, on voit des drapeaux blancs.

Par l'ordonnance du 12 mai 1814, le pavillon blanc fut rétabli, pendant la Première Restauration (1814-1815), puis pendant quinze ans durant la Seconde Restauration (1815-1830), et il lui fut attribué des fonctions qu'il n'avait pas sous l'Ancien Régime.

### Rétablissement du drapeau blanc
Lors de la campagne de France en 1814 et de l'entrée des troupes autrichiennes à Dijon, des cocardes blanches furent arborées en signe de soutien à la royauté contre l'avis des alliés, qui n'avaient pas décidé de l'avenir du pays. Lors de l'arrivée du duc d'Angoulême le 12 février 1814 à Bordeaux, le maire Jean-Baptiste Lynch accueillit le prince en arborant l'écharpe blanche et en faisant hisser le drapeau blanc. Le 31 mars, des dizaines de Français arborèrent des cocardes blanches lors de l'entrée des troupes alliées à Paris.
Le 13 avril 1814, le gouvernement provisoire arrêtait que la cocarde blanche était la cocarde française, qu'elle serait par toute l'armée et que le pavillon blanc serait arboré par les bâtiments de guerre et les navires du commerce,.
Après les Cent-Jours, le maréchal Masséna tenta de convaincre Louis XVIII de se rallier à la cocarde tricolore afin d'avoir un bon accueil de la population. Le roi refusa mais fut néanmoins encore mieux accueilli que l'année précédente.
La loi du 9 novembre 1815, relative à la répression des cris séditieux et des provocations à la révolte, rendait passible d'un jugement criminel les personnes ayant notamment enlevé ou dégradé le drapeau blanc.

### L'armée
Dès mai 1814, le roi remit ses nouveaux drapeaux à l'armée : le fond blanc orné de l'écusson de France (l'écu avec la couronne) fut la base de la nouvelle symbolique. Le 7 septembre 1814 eut lieu la distribution des drapeaux de la garde nationale à Paris au Champ-de-Mars.
Plusieurs ordonnances royales précisent les drapeaux de l'armée sous la Restauration.
- L'ordonnance sur l'organisation de l'infanterie française du 12 mai 1814 précise en son article 8 qu'il y aura un drapeau par régiment, de fond blanc, portant l'écusson de France et la désignation du régiment[51].
- L'ordonnance sur l'organisation de la cavalerie précise en son article 13 qu'il y aura un étendard par régiment de carabinier, de lancier, de chasseurs et de hussards ; le fond est blanc, portant l'écusson de France et la désignation des régiments[52].
- L'ordonnance du 3 août 1815 sur la création des légions départementales déclare en son article 40 que chaque légion aura un drapeau blanc orné de l'écusson de France et de la désignation de la légion[53].
- Les ordonnances relatives à l'artillerie et au génie des 31 août et 6 septembre 1815, précisent en leurs articles 35 et 34, que les drapeaux sont blancs, parsemés de fleurs de lis et avec l'écusson de France[54].

### La marine
Le 3 décembre 1817, un règlement précisa les pavillons de la marine de commerce : conformément à une ordonnance de 1765, les armateurs de navires pouvaient joindre une marque de reconnaissance au pavillon français, intégralement blanc sans ornement. Le pavillon français devait être porté à la poupe, et, à défaut de mât de pavillon, à la corne d'artimon.
En 1819, le premier album officiel français paraît sous le titre Pavillons des puissances maritimes. Pour la France, il donne :
- Le pavillon français, qui flotte sur tous les bateaux de guerre ou marchands et est le modèle du drapeau à terre.
- Le pavillon royal, qui est semé de 43 fleurs de lis d'or et chargé des moyennes armoiries de France (écu, couronne[Note 6], colliers et deux angelots au naturel aux ailes grises et vêtus d'écharpes bleu ciel).

L'ordonnance sur le service à bord des bâtiments de la marine royale, signée le 31 octobre 1827 au palais des Tuileries précise que le vaisseau monté par l'amiral de France porte au grand mât le pavillon carré blanc, aux armes de France passées en sautoir.
Le 11 juin 1828, le roi précisa les pavillons à arborer sur les bâtiments visités par les princes de la famille royale :
- Un pavillon blanc, parsemé de fleurs de lis dans toute sa surface, et portant dans son milieu les armes du dauphin de France, sera arboré dans les embarcations visitées par le fils aîné du roi[Note 7]. Le dauphin étant amiral de France, deux ancres en sautoir sont placées derrière l'écusson.
- Un pavillon blanc, parsemé de fleur de lis d'or dans toute sa surface, mais sans écusson, sera arboré pour tous les autres princes de la famille royale.

### Le drapeau blanc dans la vie publique
Au début de la Restauration, le drapeau à terre ne fut pas défini, et les bâtiments publics reçurent donc officiellement le pavillon de marine, qui était intégralement blanc. Cependant, cette vacuité de symbole fut difficilement admise par le public, et pendant la Restauration, il y eut une floraison de drapeaux blancs plus ou moins ornés de fleur de lis et même d'armoiries de France. Ainsi :
- Les tentes disposées au lieu de rencontre de la famille royale et de la duchesse de Berry, près du carrefour de la Croix de Saint-Hérem en forêt de Fontainebleau, le 15 juin 1816, sont surmontés de drapeaux blancs fleurdelisés d'or[58].
- Lors du baptême du duc de Bordeaux (futur comte de Chambord), le 1er mai 1821, les deux tours de Notre-Dame de Paris furent surmontées de deux oriflammes à deux pointes, semés de fleur de lis et ornés des armes de France[59], ce qui était une copie des oriflammes du sacre de Napoléon Ier[60].
- L'écusson de France environné de feuillage se voit souvent sur les drapeaux : la tente royale installée près de Reims après le sacre de Charles X (31 mai 1825) est surmontée de deux longs étendards à deux pointes chargés de cette composition[61].
- Le Moniteur universel du 31 août 1829 affirme qu'à Caen, le 28 août, les enfants des écoles chrétiennes ont agité chacun un drapeau blanc fleurdelisé.

### Autres emblèmes vexillologiques
La Restauration utilisa également la bannière et le pennon de France, tous deux carrés, de velours violet et semés de fleur de lis d'or, pour certaines cérémonies comme les funérailles de Louis XVIII.

## Le drapeau blanc depuis 1830

### La fin du drapeau blanc en 1830
L'absence du drapeau blanc sur le pavillon de l'horloge des Tuileries, qui témoignait de l'absence du roi, contribua au découragement des soldats combattant l'émeute,. Le dernier drapeau blanc flottant sur Paris fut celui de l'hôtel royal des Invalides, dont le gouverneur, le lieutenant-général marquis de la Tour-Maubourg, refusa de capituler et ne le fit qu'après le départ du roi pour Rambouillet le 31 juillet 1830. Les quatre compagnies de garde du corps qui accompagnèrent le roi lui remirent leurs quatre étendards le 15 août avant son départ en exil.
Le gouvernement de Louis-Philippe restaura le drapeau tricolore.

### Le drapeau du légitimisme depuis 1830
Depuis 1830, les légitimistes sont restés attachés au drapeau blanc qui symbolise à leurs yeux la tradition des rois très chrétiens, fils aînés de l'Église.
- Il servit d'emblème des insurgés royalistes ayant suivi la duchesse de Berry.
- En 1871, lors de la première tentative de restauration, le comte de Chambord fit publier un manifeste dans le journal l'Union dans lequel il refusait d'abandonner le drapeau blanc qui avait « flotté sur son berceau ». Lors de la deuxième tentative en 1873, face à la déformation de ses paroles par Charles Savary, il décide de démentir ces propos en publiant dans le même journal légitimiste une autre lettre dans laquelle il réaffirme son attachement au drapeau blanc, faisant ainsi échouer la tentative de restauration monarchique.
- Cet attachement se retrouve chez les partisans de la branche aînée des Bourbons. Ainsi, le duc de Madrid évoqua auprès de ses partisans français, qui le tenaient pour le « roi de France Charles XI », son attachement au drapeau blanc[64].

## Galerie

La bannière (armoriée) de France avant 1376.
La bannière de France, reprenant les armes de France utilisées à partir du règne de Charles V jusqu'à la fin du XVIIe siècle pour ne devenir par la suite qu'une bannière historique et protocolaire.
Le pavillon personnel du roi Louis XIV.
Le pavillon du roi sous l'Ancien Régime.
Le pavillon des navires accueillant des membres de la famille royale sous la Restauration.
Le pavillon blanc utilisé sous l'Ancien Régime.
Le pavillon national de la marine de 1790 à 1794. Partir de 1794, le bleu et le rouge s'inverse créant le drapeau tricolore, tel qu'il est aujourd'hui.  Le drapeau resta ainsi jusqu'à la chute du premier empire en 1815.
Drapeau utilisé de 1814 à 1830, lors de la Restauration[65],[66],[67].
Drapeau utilisé de 1814 à 1830 en présence du Roi ou de la Famille Royale[68].
Un type de drapeau blanc du Royaume de France utilisé sous la Restauration tel qu'on peut le voir sur le tableau de Louis-François Lejeune représentant l'entrée de Charles X à Paris par la barrière de la Villette, après son sacre en 1825.
Un autre type de drapeau blanc du Royaume de France utilisé sous la Restauration tel qu'on peut le voir sur le tableau de Louis-François Lejeune représentant l'entrée de Charles X à Paris par la barrière de la Vilette, après son sacre en 1825.
Drapeau du royaume sous la monarchie de Juillet[69].